# Унанян, Менуа Керобович
Унанян Менуа Керобович — спортсмен, Мастер спорта России по тхэквондо МФТ, международный инструктор, судья международной категории. Обладатель черного пояса, 5-й дан. Двукратный победитель Кубка мира и Кубка Европы, вице-чемпион Европы,  семикратный чемпион России, трехкратный бронзовый призер Кубка Азии. Член сборной команды России по тхэквондо МФТ.

## Биография
Унанян Менуа Керобович родился 24 февраля 1979 года в Ереване Армянской ССР. В 1996 году окончил ереванскую основную школу № 88 им.  Иоганнеса Лепсиуса и переехал в г. Волгоград. В 2019 году окончил колледж Культуры и Спорта, по направлению «Педагог по физической культуре и спорту». В 2019-2020 г.г. в АНО ВО "МИСАО" прошёл профессиональную переподготовку по программе
дополнительного профессионального образования 

## Спортивная карьера

### Начало
С 1991 - 1994 гг. занимался Тхэквондо ВТФ.
С 1995 - 1998 гг. начал изучать боевое искусство Айкидо под руководством Протасова Д.В. III Дан. Имеет ученическую степень 2 кю (синий пояс).
С 1995 - 1998 гг. занимался Тхэквондо МФТ под руководством инструктора международного класса Новомлинова Олега Викторовича VI Дан по Тхэквондо МФТ, V Дан по Хапкидо.
С 2016 занимается Тхэквондо МФТ под руководством инструктора международного класса Гомеса Андреса Павловича VI Дан по Тхэквондо МФТ.

### Профессиональный спорт
Участник технических семинаров под руководством легенд Тхэквондо МФТ, мастеров Цилфидис Лазарос Константинович 8 дан, Stephen Tapilatu 7 дан, Willy Van de Mortel 8 дан, Jurek  Jedut  8 дан, Mark Banicevich 8 дан, гранд-мастеров Paul Mcphail 9 дан,  Hector Marano 9 дан, Ung Kim Lan 9 дан , Willem Jacob Bos 9 дан,, Michael Daher 9 дан,.
В 1996 году
- 2 место на чемпионате Волгоградской области.

В 1997 году
- 2 место на чемпионате Волгоградской области.

В 1997 году
- Участник чемпионата России.
- 2 место на меж стилевом чемпионате Волгоградской Области .

В 1998 году
- 3 место на чемпионате Северного Кавказа и Поволжья «Юг России» [14]

В 2014 году
- 3 место на Чемпионате России 2014 (Звенигород) [15]
- 2 место на Кубке Москвы 2014 [16]

В 2015 году:
- место на Кубке Москвы 2015 [17]
- Участник Чемпионата России  2015 (Звенигород)
- Серебряный и бронзовый призёр Чемпионата и Первенства Москвы 2015 г. [18]

В 2016 году
- место на Чемпионате России 2016 (Тамбов) [19]
- место на XIII International tournament Northern Palmira Cup 2016 г. (Санкт-Петербург) [20]
- Чемпион и трёхкратный бронзовый призер  6th ITF Taekwon-Do World Cup (Кубок Мира) 12-16th October 2016 Hungary, Budapest[21][22]
- Бронзовый призёр Кубка Москвы "Русский Воин " 2016 [23]
- Чемпион и серебряный призёр Чемпионата и Первенства Москвы 2016 [24]
- Серебряный и бронзовый призёр Кубка России 2016 (Воронеж) [25]
- Участник  European  Taekwon-Do  Championships  (Чемпионат Европы) 28-1th May 2016  Tampere, Finland [26]

В 2017 году
- Двукратный бронзовый призёр Чемпионата России 2017 (Тамбов) [27]
- Чемпион и серебряный призёр Чемпионата и Первенства Москвы 2017
- Чемпион и серебряный призер Кубка Москвы (Русский Воин) 2017 [28]
- Чемпион и серебряный призёр Кубка Кремля 2017 [29]
- Абсолютный  Чемпион  Кубка России  2017.
- Чемпион и двукратный бронзовый призёр  8th Taekwon-Do European Cup (Кубок Европы) 9-11th June 2017 Lublin, Poland.[30][31]
- Серебряный призер XIII International tournament Northern Palmira Cup  2017г. (Санкт-Петербург) [32]
- Чемпион XI MMC Mazovia Masters Cup 18.11.2017г. Ciechanow, Poland[33][34]

В 2018 году
- Чемпион и двукратный серебряный и бронзовый призер Кубка России 2018.
- Чемпион и серебряный призер Чемпионата и Первенства Москвы 2018 [35]
- Чемпион  Кубка Кремля 2018.
- Чемпион  Кубка Москвы 2018.
- Чемпион  XIII International tournament Northern Palmira Cup 2018 (Санкт Петербург)
- Чемпион и бронзовый призёр 7th ITF Taekwon-Do World Cup (Кубок Мира) 25th-30th  September 2018  Sydney, Australia [36]
- Чемпион и бронзовый призёр  9th  Taekwon-Do ITF European Cup (Кубок Европы)  26th-28th  October 2018  Sibiu, Romania [37]
- Чемпион и бронзовый призёр Чемпионата и Первенство России 2018 [38]

В 2019 году
- Чемпион и серебряный призёр Чемпионата и Первенства Москвы 2019 [39]
- Чемпион Кубка России 2019 (Омск) [40]
- Чемпион и серебряный призёр Кубка Кремля 2019 [41]
- Чемпион России  2019.
- Чемпион XIII MMC Mazovia Masters Cup 22-24 November 2019 Ciechanow,Poland [42]
- Абсолютный чемпион (2 золотых и серебряная медали) XIX Московский Вызов [43]
- Абсолютный чемпион (2 золотых медали) ЧиП ЦФО Тула 2019 [44]
- Чемпион (3 золотых медали) XIV International tournament Northern Palmira Cup  2019 (Санкт Петербург) [45]
- Серебряный 4-х кратный и бронзовый призёр 10th ITF Taekwon-Do European Cup 6-9 June 2019,Sochi,Russia
- Серебряный призер 34th senior 25th junior European Taekwon-Do Championships Saraevo, Bosnia & Hercegovina. 10-13 October 2019 [46]

В 2020 году
- Чемпион и двукратный бронзовый призёр Чемпионата и Первенства Москвы 2020 [47]
- Чемпион, серебряный и бронзовый призёр Кубка Кремля 2020
- Чемпион, двукратный серебряный и бронзовый призёр Кубка Москвы 2020 [48]
- Чемпион, двукратный серебряный и бронзовый призёр Чемпионата и Первенства России 2020 [49]
- Чемпион и бронзовый призёр ХХ-ого Московского Вызова 2020 [50]

В 2021 году
- Серебряный и бронзовый призёр Чемпионата и Первенства Москвы 2021 [51]
- Серебряный и бронзовый призёр Кубка России 2021 Санкт Петербург [52]
- Чемпион Кубка Кремля 2021 [53]
- Чемпион России 2021 [54]
- Чемпион Кубка Москвы 2021
- Чемпион и серебряный призёр Чемпионата и Первенства ЦФО г. Тамбов  2021 [55]
- Чемпион и бронзовый призёр Сила Байкала 2021 г. Улан-Удэ , Бурятия [56]
- Чемпион и бронзовый призёр ХХI-ого Московского Вызова 2021 [57]

В 2022 году
- Чемпион и серебряный призёр турнира “Мастерский” 2022 г. Тамбов [58]
- Абсолютный чемпион (2 золотых медали) Чемпионата и Первенства Москвы 2022 [59]
- Абсолютный чемпион (2 золотых медали) Кубка Кремля 2022 [60]
- Абсолютный чемпион (2 золотых медали) Кубка Москвы 2022 [61]
- Абсолютный чемпион ХХII-ого Московского Вызова 2022 [62]
- Чемпион и серебряный призёр Кубка России 2022 г. Тула [63]
- Серебряный и бронзовый призёр Кубка Петра Великого 2022 г. Санкт-Петербург [64]
- Серебряный и бронзовый призёр Чемпионата и Первенства России 2022 г. Санкт-Петербург [65]
- Бронзовый призёр International Tournament Asian Cup Tashkent,Uzbekistan 2022 [66]

В 2023 году
- Чемпион и серебряный призёр турнира «Мастерский» 2023 г. Тамбов [67]
- Чемпион и бронзовый призёр Чемпионата и Первенства Москвы 2023 [68]
- Абсолютный чемпион (2 золотых медали) Кубка Кремля 2023 [69]
- Чемпион и бронзовый призёр Кубка Петра Великого 2023 г. Санкт-Петербург [70]
- Чемпион и бронзовый призёр Кубка России 2023 г. Екатеринбург [71]
- Чемпион и бронзовый призёр Кубка Москвы 2023 [72]
- Чемпион России 2023 г. Санкт-Петербург [73]
- Абсолютный чемпион XXIII-ого Московского вызова 2023 [74]
- Бронзовый призёр International Tournament Asian Cup Ташкент, Узбекистан 2023 [75]

В 2024 году
- Чемпион Москвы 2024 [76]
- Чемпион и двухкратный призёр турнира «Мастерский» г. Тамбов [77]
- Чемпион и серебряный призёр Кубка России 2024 г.  Москва [78]
- Абсолютный Чемпион Кубка Москвы 2024 [79]
- Чемпион и серебряный призёр Чемпионата и Первенства России 2024 г. Москва[80]
- Двукратный серебряный призёр Кубка Кремля 2024 [81]
- Серебряный и бронзовый призёр Кубка Петра Великого 2024 г. Санкт-Петербург
- Бронзовый призёр International Tournament Asian Cup Ташкент, Узбекистан 2024 [82]
- Двукратный серебряный призёр XXIV-ого Московского вызова 2024 [83]

В 2025 году
- Серебряный призёр Чемпионата и Первенства Москвы 2025
- Чемпион и серебряный призёр турнира «Мастерский» г.Тамбов
- Двухкратный серебряный призёр Кубка Кремля 2025
- Абсолютный чемпион ( 2 золотых и серебро) Международного турнира Кубок Петра Великого «Peter the Great» г.Санкт-Петербург
- Чемпион и серебряный призёр Кубка России г.Новосибирск

В составе сборной России и Москвы по Тхэквондо МФТ с 2016 года.
Приказом Министерства спорта Российской Федерации от 27 августа 2018 года № 124 нг Менуа Унаняну присвоено спортивное звание «Мастер спорта России»
.

## Тренерская и судейская карьера
С 1996 года - лицензированный инструктор и тренер по тхэквондо МФТ.

С 2019 года входит в состав аккредитованных судей Всероссийской Федерации тхэквондо, является судьёй международной категории В.

Распоряжением Департамента спорта города Москвы №05-05-7/24 от 07.05.2024 Менуа Унаняну присвоена квалификационная категория "Спортивный судья первой категории по Тхэквондо" 

## Награды и звания
- Мастер спорта России (2017)
- Судья всероссийской категории (2019)